# Каллисфен (афинский военачальник)
Каллисфен (др.-греч. Καλλισθένης) — афинский военачальник IV века до н. э.

## Биография
После окончания Пелопоннесской войны между Афинами и её бывшей колонией Амфиполем неоднократно вспыхивали конфликты. В шестидесятых годах IV века до н. э. притязания Амфиполя на независимость поддерживал в своих интересах македонский царь Пердикка III. В 362 году до н. э. он заключил с преемником Тимофея Калисфеном перемирие, которое впоследствии нарушил. За это в том же году на родине Каллисфену было предъявлено обвинение  в подкупе в форме исангелии, и он был приговорён к смерти. Хотя Эсхин утверждает, что военачальник был казнён «за другие вины». По утверждению Аристотеля, Каллисфен был осуждён за день до того, как оправдали другого стратега Эргофила. Тимофей снова направился к Македонии, однако под Амфиполем потерпел неудачу и был даже вынужден сжечь флот на Стримоне.